# Demitz-Thumitz
Demitz-Thumitz (obersorbisch Zemicy-Tumicy) ist eine Gemeinde mit gleichnamigem Hauptort im Landkreis Bautzen. Sie liegt zwischen Bischofswerda und Bautzen.

## Geografie
Die Gemeinde mit ihren 9 Ortsteilen liegt am Fuß des Klosterberges (Höhe von 394,3 Meter N.N.), dem Westausläufer des Lausitzer Berglandes, und im Lausitzer Gefilde.
Demitz-Thumitz wird begrenzt von den Gemeinden Burkau und Göda im Norden, Doberschau-Gaußig im Osten, Schmölln-Putzkau im Süden und Bischofswerda im Westen.

### Gemeindegliederung (Ortsteile)

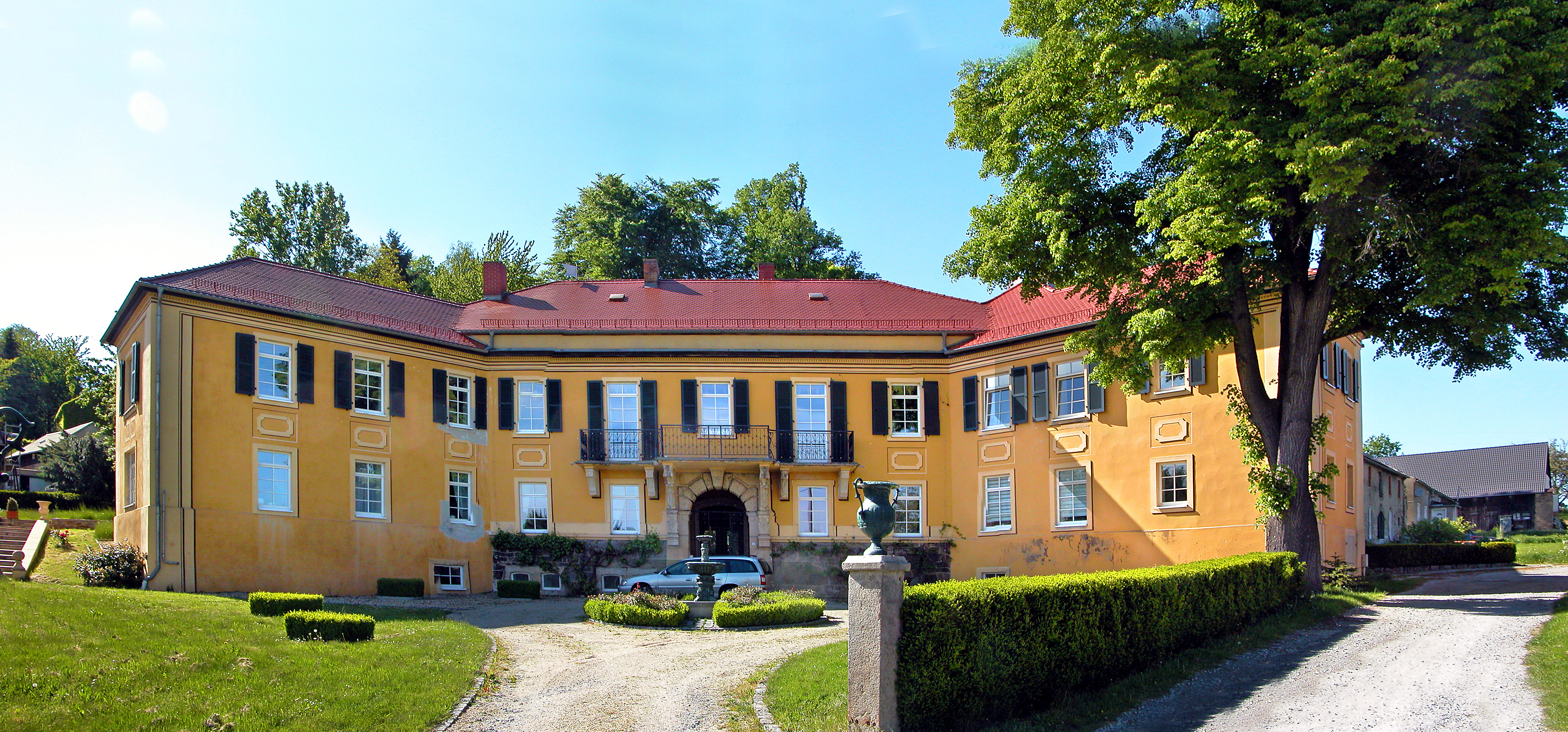
Schloss Pohla

- Schloss PohlaDemitz-Thumitz (Zemicy-Tumicy), 1653 Einwohner
- Wölkau (Wjelkowy), seit 1936; 206 Einwohner
- Medewitz (Mjedźojz), seit 1968; 152 Einwohner
- Birkenrode (Brězyšćo), seit 1968; zu Demitz-Thumitz

Durch die Gemeindegebietsreform 1994 wurden die Gemeinden Demitz-Thumitz, Rothnaußlitz und Pohla zusammenlegt und Demitz-Thumitz erhielt folgende neue Ortsteile:
- Rothnaußlitz (Čerwjene Noslicy), 226 Einwohner
- Pottschapplitz (Počaplicy), 62 Einwohner
- Cannewitz (Chanecy), 62 Einwohner
- Karlsdorf, 64 Einwohner
- Pohla (Palow), 143 Einwohner
- Stacha (Stachow, 1936 nach Pohla eingemeindet), 276 Einwohner[2]

## Geschichte

### Vorchristliche Zeit
Vor etwa 450.000 Jahren war das Gebiet um Demitz-Thumitz 50.000 Jahre lang mit einem 300 m dicken Eispanzer bedeckt. Auch der Klosterberg war vereist. Erst 20.000 Jahre v. Chr. war die Gegend endgültig eisfrei. Es ist bewiesen, dass in der Umgebung bereits in der Bronzezeit Menschen siedelten. In Demitz-Thumitz selbst wurden noch keine Funde gemacht, die eine solche Besiedelung belegen könnten.

### Thumitz bis 1700

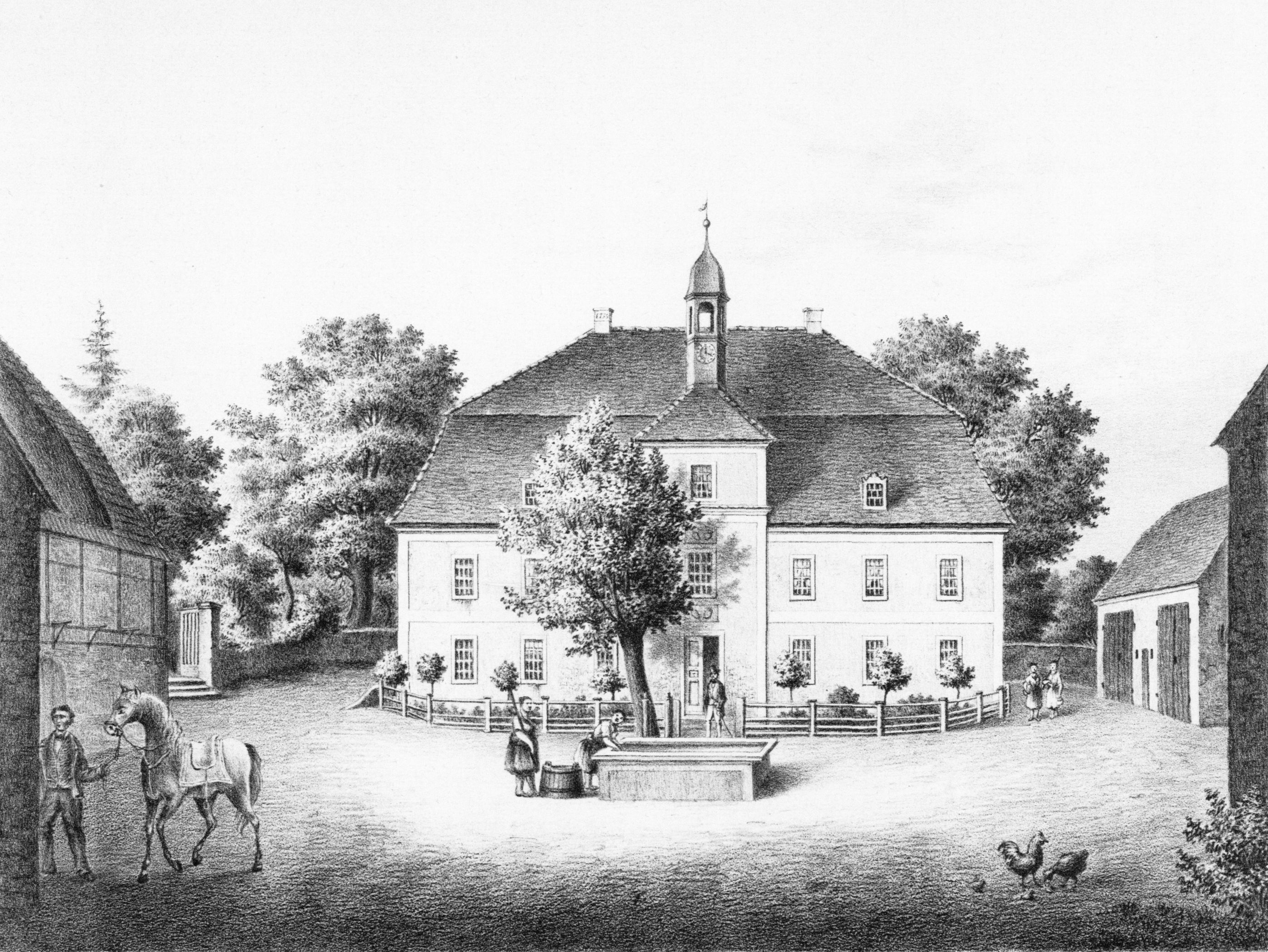
Rittergut Thumnitz

Seit dem 7. Jahrhundert unserer Zeit besiedelten die Milzener, ein sorbischer Stamm, diese Region. Im 10. Jahrhundert kam jedoch auch die Oberlausitz unter die Herrschaft deutscher Feudalherren, welche die sorbischen Gebiete und ihre Einwohner unter ihre Kontrolle brachten. Dadurch ergaben sich für die beiden Orte Demitz und Thumitz grundlegende Veränderungen. Für Thumitz wurde ein Ritter als Lehnsmann vom deutschen König eingesetzt. Für diesen wurde ein Rittergut gebildet. Nachweislich besteht dieses seit Anfang des 16. Jahrhunderts. Überliefert ist 1617 der Verkauf des Stückgutes Thumnitz durch Dietrich von Haugwitz an Nikol von Schönfeldt. Dieser Grundherr veräußerte Thumnitz 1622 an Rudolph von Karras. 1638 erfolgte ein Tausch an die unmündigen Töchter des Erasmus von Gersdorff.

### Demitz bis 1413
Eine ganz andere Entwicklung nahm Demitz. Die kleine bebaute Fläche entlang des Schwarzwasserlaufes reichte zur Bildung eines Rittergutes nicht aus. Demitz war ein typisches deutsches Waldhufendorf. Die Berghöhen rechts und links des Schwarzwassers waren mit Wald, Sträuchern sowie Findlingen aus der Eiszeit bedeckt. Die Sorben hatten aufgrund ihrer einfachen Werkzeuge von einer Rodung abgesehen. Erst mit der Zunahme der Bevölkerung im 12. Jahrhundert machte man sich an die Rodung der mächtigen Wälder. Im 13. Jahrhundert litt nicht nur die hiesige Bevölkerung unter der Herrschaft der adeligen Feudalherren. Das führte zu einem Aufstand. Die Hussiten fielen auch in die Gegend um Demitz-Thumitz ein. Die katholische Kirche stand im Bündnis mit den Feudalherren; das Kloster St. Marienstern im heutigen Panschwitz-Kuckau sicherte sich den Beistand der umliegenden Rittergüter. Dafür musste es mit Stücken des Schwarzen Waldes (Klosterberg) bezahlen. Ob die Ritter jemals zum Einsatz kamen, ist nicht bekannt. Im Jahre 1413 kam Demitz unter die Herrschaft des Klosters St. Marienstern.

### Entstehung der Ortsnamen
Beide Ortsnamen sind sorbischen Ursprungs. Bis ins frühe 20. Jahrhundert gehörten die beiden Orte zum obersorbischen Sprachgebiet. Die Vorfahren der Sorben lebten in Großfamilien zusammen, wobei jede Sippe eine eigene Siedlung hatte. Diese wurde nach dem Dorfältesten benannt. Dieser hieß in Thumitz wahrscheinlich Thom o. ä., in Demitz ein Graf Zemo, durch Anhängen der slawischen Endung „-itz“, welche in Ostdeutschland sehr häufig zu finden ist, entstand der Dorfname. Noch 1884/85 verzeichnete Arnošt Muka in seiner Statistik der Lausitzer Sorben sieben Prozent sorbischen Bevölkerungsanteil für Demitz und 25 % für Thumitz.

### Bau der Eisenbahn

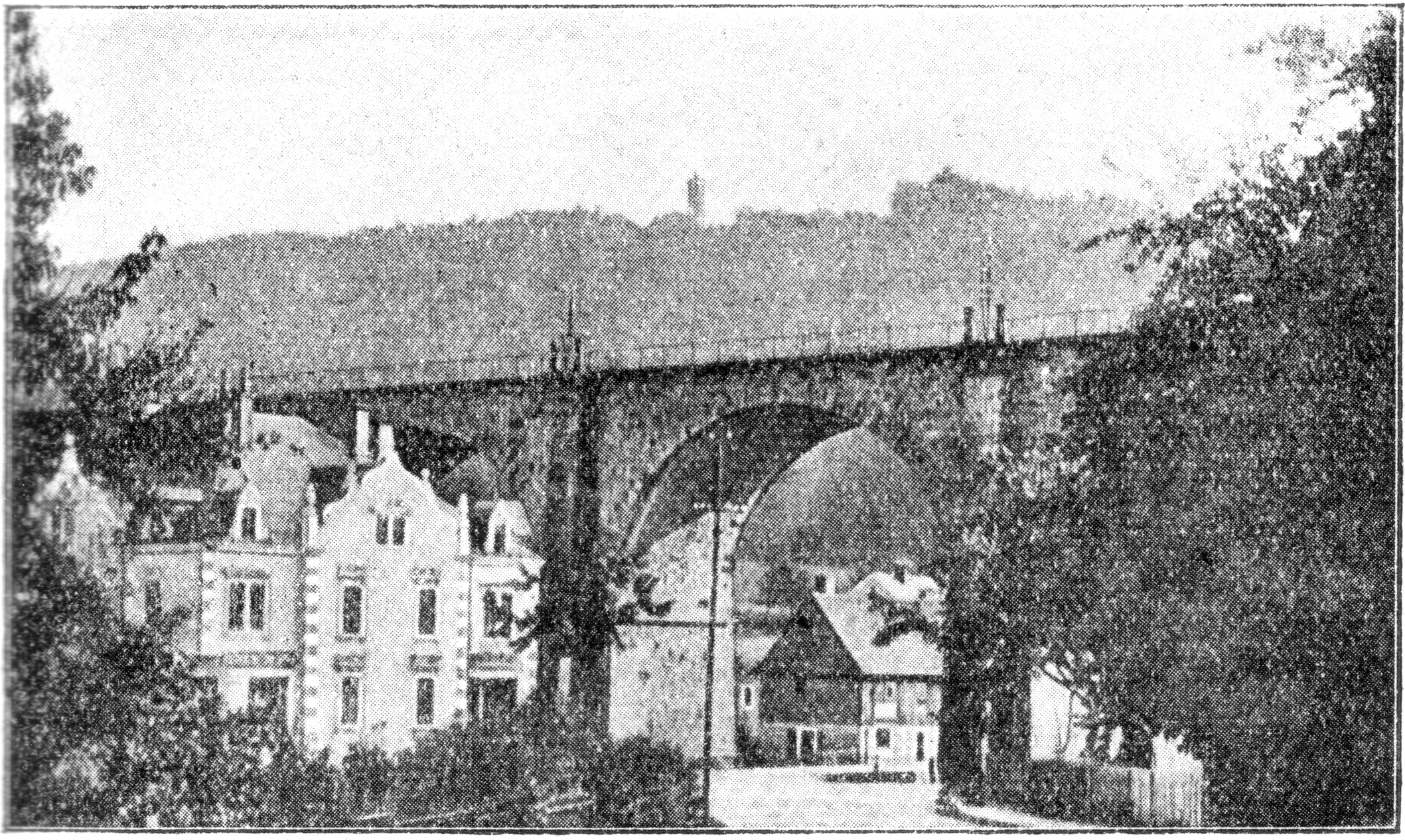
Eisenbahnbrücke 1911 Georg Pauli

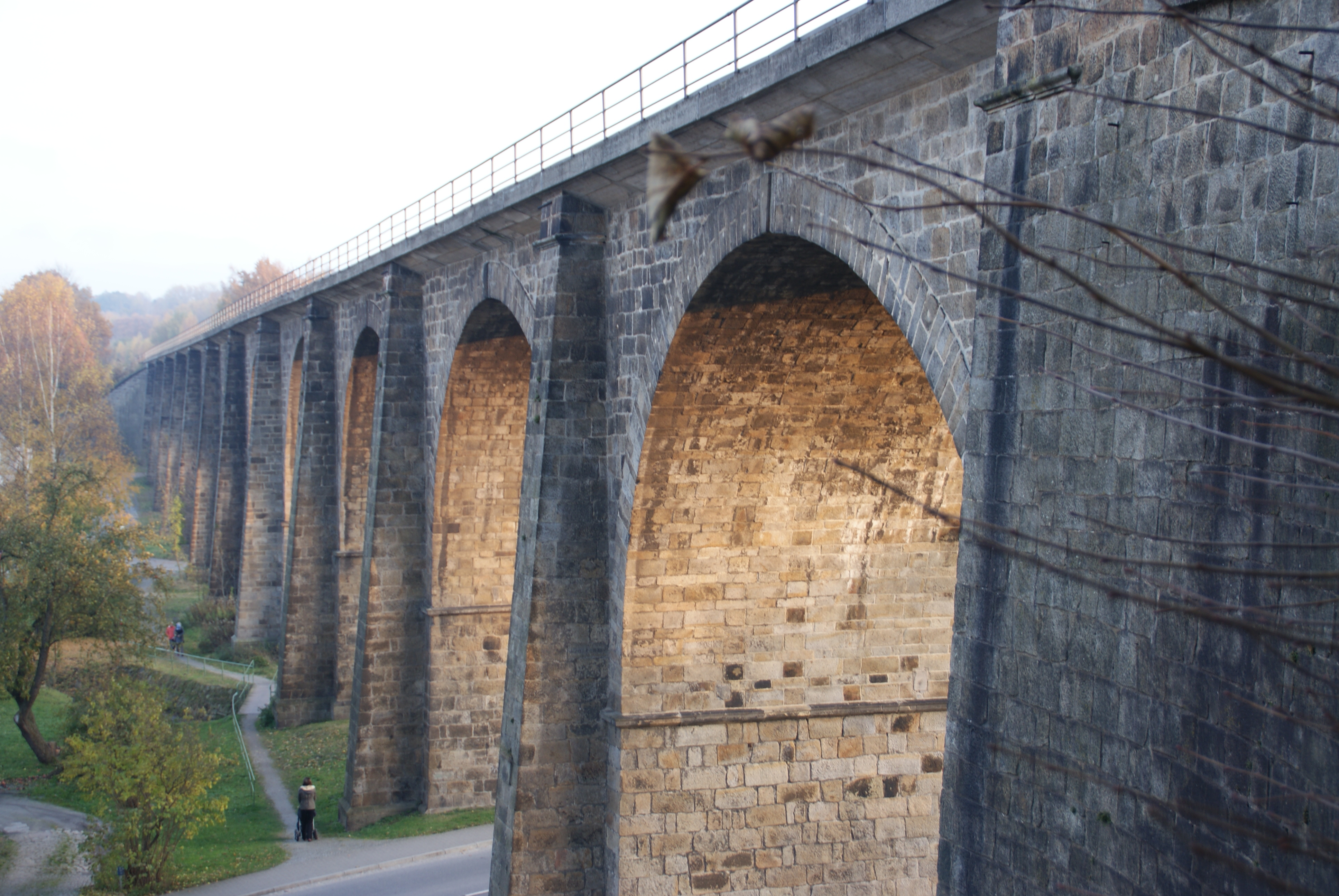
Viadukt Demitz-Thumitz

In den Jahren 1844 bis 1846 wurde durch die Sächsisch-Schlesische Eisenbahngesellschaft die Bahnstrecke Dresden–Görlitz auch durch Demitz gebaut. Der Bau der ersten großen Steinbrücke in der Oberlausitz (ein Viadukt mit 11 Bögen) hatte beträchtliche sozialökonomische Umschichtungen zur Folge. 700 Arbeiter, auch solche aus dem Ausland, strömten in das Dorf Demitz. Die Quader für das Viadukt waren schon im Elbsandsteingebirge bestellt, als man beim Graben für die Pfeiler beim jetzigen Bahnhof auf Granit stieß. Um Transportkosten zu sparen, ließ man Granitquader behauen. Im sogenannten Zigeunerloch wurden die Steine gebrochen und mit einer Rutsche ins Tal transportiert. Weil die bereits fertigen Werkstücke aber abgenommen werden mussten, sind zwei Bögen des Viaduktes aus Sandstein gewölbt. Das Gebiet am Schwarzwasser war sehr sumpfig, so dass 6000 Eichenpfähle bis zu 7 m tief in die Erde gerammt werden mussten. 34 Arbeiter zogen einen 17 Zentner (850 kg) schweren Stein mittels eines Seiles hoch und ließen ihn auf den Stamm fallen. Die Stämme wurden auf dem Demitzer Berg (Richters Berg) geschlagen, welcher früher voll bewaldet war. Am 25. Juni 1846 wurde die Strecke eingeweiht.

### Anfänge der Granitindustrie

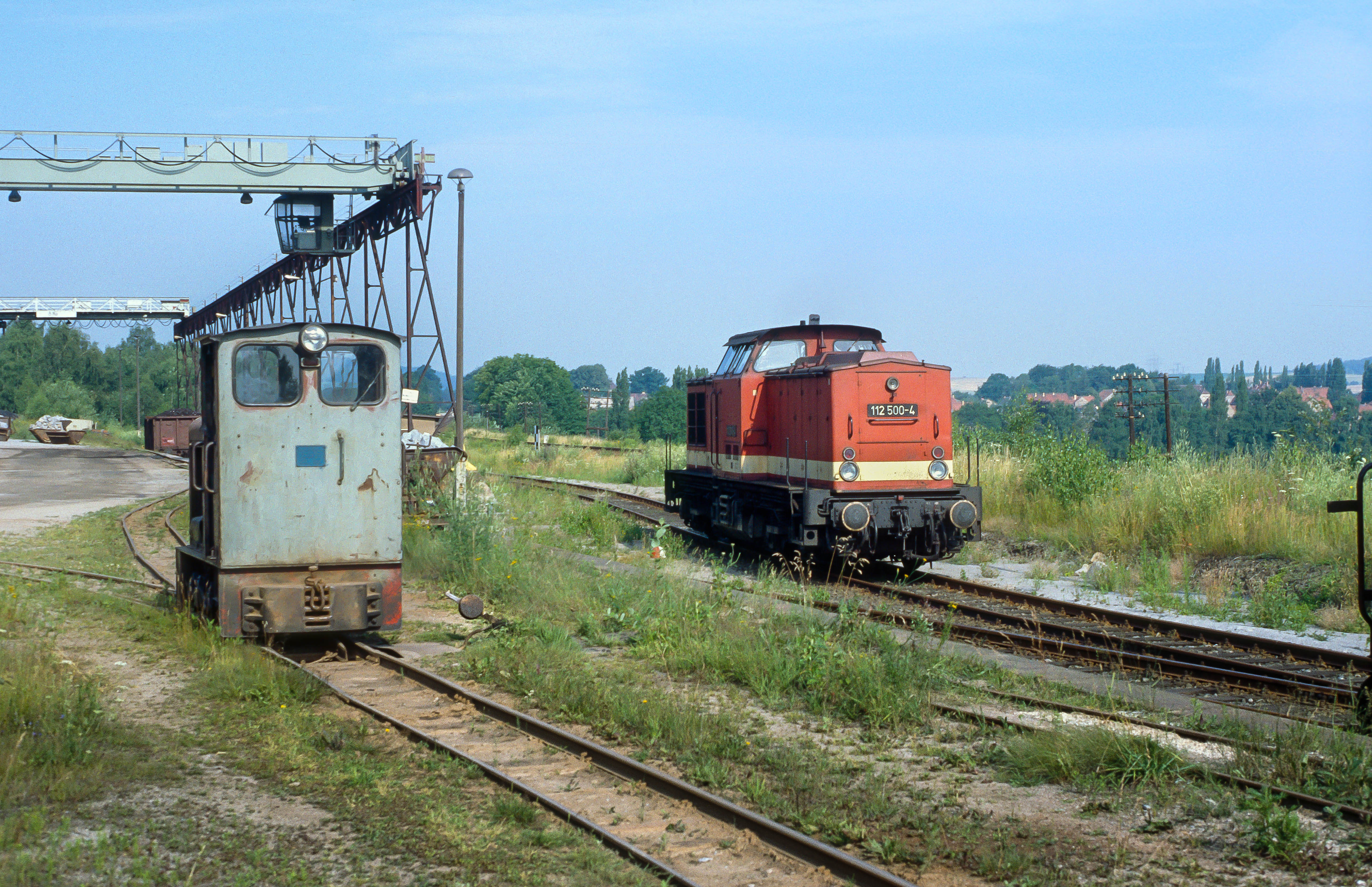
Ehemaliger Bahnanschluss der Sächsischen Granitwerke Demitz-Thumitz (24. Juli 1991)

„Nach dem Kriege 1870/71 ging man daran, die im Klosterberg vergrabenen Schätze zu heben und zwar in Form von schönen Granitsteinen, die man in ganz vorzüglicher Güte hier gewinnt, und die ihren Weg heute selbst in ferne Länder finden. Die Granitsteinindustrie von Demitz-Thumitz und des benachbarten Dorfes Schmölln hat einen Weltruf erlangt.“
Th. Schäfer schreibt hierüber in seinem neuen Wanderbuche durch die „Sächsische Oberlausitz“ folgendes:
„Die unter der Kollektivbezeichnung „Demitzer Granitbrüche“ bekannten Steinbrüche befinden sich größtenteils am Abhange des Klosterberges, auf Tröbigauer, Schmöllner, Rothnaußlitzer und Demitz-Thumitzer Ortsflur und gehören zu den Rittergütern Schmölln, Thumitz, Kloster St. Marienstern, Kleinförstchen bei Seitschen, Großhänchen, Rothnaußlitz und Weidlitz bei Klein-Welka. Sie sind an 10 Pächter vergeben, unter denen Sparmann & Co., C. G. Kunath, Döcke & Haft, Ernst Eisold die bedeutendsten Firmen darstellen. Die Gewinnung geschieht durch Sprengen, Spalten mit Keilen und Bohren mittels 3 m langen Steinbohrern. Die Arbeiter stehen unter einem Strohdache, dessen Stellung je nach der herrschenden Windrichtung verändert wird. Das Material findet Verwendung zu bossierten und rohen Pflastersteinen, Fußsteigplatten, Säulen zu Denkmälern und Gebäuden. Die Versendung geschieht von den Stationen Demitz-Thumitz und Schmölln aus und hat im Laufe der Jahre eine fortwährende Steigerung erfahren. – Feine Bearbeitung erfährt der Granit in der Steinschleiferei und Steinsägerei der Firma Döcke & Haft in Demitz-Thumitz. Hier wird der Stein zum Zwecke der Verwendung zu Denkmälern (Sockeln) gesägt, geschliffen und poliert (Kaiser-Friedrich-Denkmal auf dem Breiteberge bei Zittau, Dittesdenkmal in Irfersgrün).“

### Zusammenschluss zu Demitz-Thumitz
Im Jahre 1898 schlossen sich die bis dahin selbstständigen Gemeinden Demitz und Thumitz zusammen. Dieser Vereinigung waren auf schulischem und kirchenorganisatorischem Gebiet bereits gemeinsame Bestrebungen vorausgegangen. So löste das heutige Schulgebäude die alten Unterrichtsstätten Hauptstraße 31 (bis 2000 Jugendclub, Abriss 2009) von 1845 und Hauptstraße 50 (bis 1990 Drogerie, danach Volksbank Bautzen heute Kreissparkasse Bautzen) ab. Beide Gemeinden nutzten seit 1897 einen neuen Friedhof. Er war von Anfang an gemeindlich, so dass es nichts zur Sache tat, dass beide Gemeinden seit 1814 nach Schmölln eingepfarrt waren. 1898 gründete sich auch der Sozialdemokratische Wahlverein Demitz-Thumitz. Dessen Stimmanteil wuchs rasch. 1902 schloss sich die lokale gewerkschaftliche Organisation der Steinarbeiter an den Zentralverband der Steinarbeiter an. 1912 wurde die Gemeinnützige WohnGenossenschaft gegründet (heute WG Einheit).

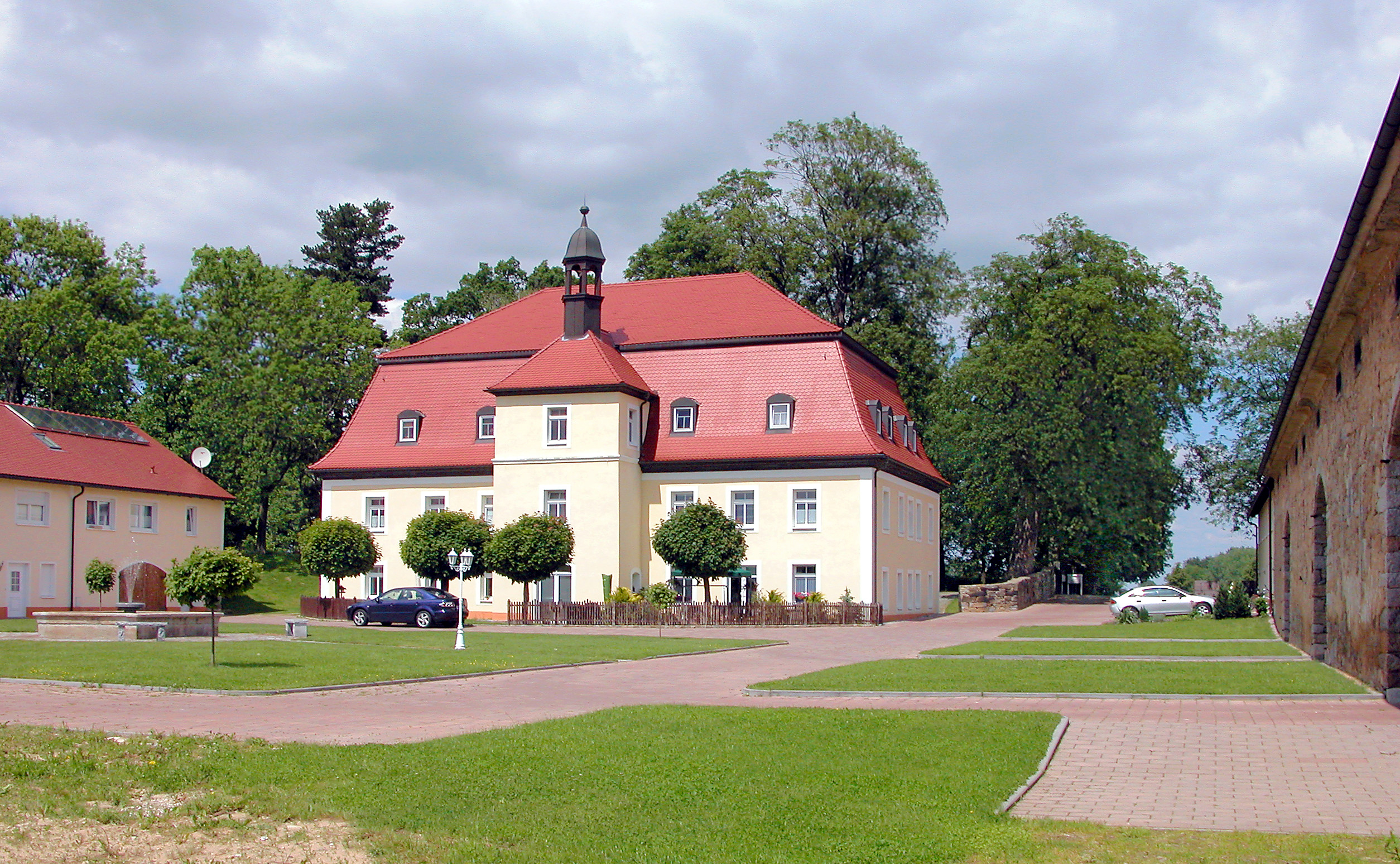
Schloss Thumnitz. 2006.

### Rittergut in Thumnitz und Erbrichtergut in Demnitz vom 18. bis zum 20. Jahrhundert
In Thumnitz entwickelte sich früh ein Herrensitz mit Rittergut. Der Schlossbau soll im Kern auf die Familie von Polenz zurückgehen. Die längste jüngere historische Periode jedoch, bereits seit 1719, ist eng mit der briefadeligen Familie von Criegern verbunden. Nach dem Kunsthistoriker Cornelius Gurlitt prägten sie ebenso die bauliche und inhaltliche Weiterentwicklung des Herrenhauses. Erworben hatte den Besitz Joachim Friedrich von Criegern (1683–1737), der schon 1711 nobilitiert wurde, 1717 folgte die Anerkennung für Preußen. Ihm folgte sein Bruder Dietrich Heinrich von Criegern-Manker (1689–1757) sowie dessen direkte Nachfahren. Zu diesem Zeitpunkt bestand seitens der Adelsfamilie zur Regelung der Erbfolge ein Familienfideikommiss für Gut Thumnitz. Friedrich von Criegern-Thumitz war Gutsherr und Autor. Letzte Grundbesitzer des Adelsgeschlecht vor Ort waren Hans von Criegern (1837–1906) und der Sohn Hans Oskar Friedrich von Criegern (1876–1917) respektive dessen Sohn Hans-Joachim von Criegern, der 1944 als Oberleutnant fiel. 1925 beinhaltete das Rittergut Thumnitz mit zusätzlichen Grundstücken in Wölkau zusammen 157 ha. Es war damals verpachtet an die Witwe Else Pietzsch. Das Erbrichtergut (Nr. 2.) in Demitz mit 91 ha wiederum gehörte B. G. von Lippe. Des Weiteren bestanden zwei kleinere Güter in den Händen der Familien Oskar Rätze, 22 ha, sowie Max Richter, 23 ha teils verpachtet. In der Gemarkung des Doppeldorfes bestand hinzu eine 39 ha große Dominialwaldung des Klosters St. Marienstern, welche von dem Oberförster Nik. Jatzwauck mit Sitz in Laßke verwaltet wurde.

### Hochwasser
1951 gab es ein schweres Hochwasser in Demitz-Thumitz. Im Ortsteil Demitz bis zum Steinsägewerk Mildner standen die am Schwarzwasser gelegenen Grundstücke bis zu einem Meter tief unter Wasser. Besonders schwer betroffen waren die Bäckereien Lange und Heinrich, wo das Wasser bis in die Backöfen reichte. Beim Kohlenhandel der Geschwister Rätze wurden große Stapel Briketts weggeschwemmt und teilweise erst in Rothnaußlitz und Spittwitz wieder abgelagert. Infolge dieses Hochwassers wurde 1952 mit dem Bau eines Rückhaltebeckens bei Karlsdorf begonnen. 1958 gab es abermals ein Hochwasser, fast in der Stärke von 1951. Erheblicher Schaden entstand an den Hängen des Demitzer Berges, wo die Erde teilweise abgeschwemmt und in der Schmöllner Straße abgelagert wurde. Unweit des Bahnhofes wurden Gleise unterspült, was eine Unterbrechung des Schienenverkehrs zur Folge hatte. Unweit des Gasthofes Kmoch wurde die Straßenbrücke zerstört. Auch der Ortsteil Wölkau (1951 fast kein Schaden) war diesmal betroffen. Der „Sächsische Reiter“ wurde vollkommen überflutet.

## Politik

### Bürgermeister

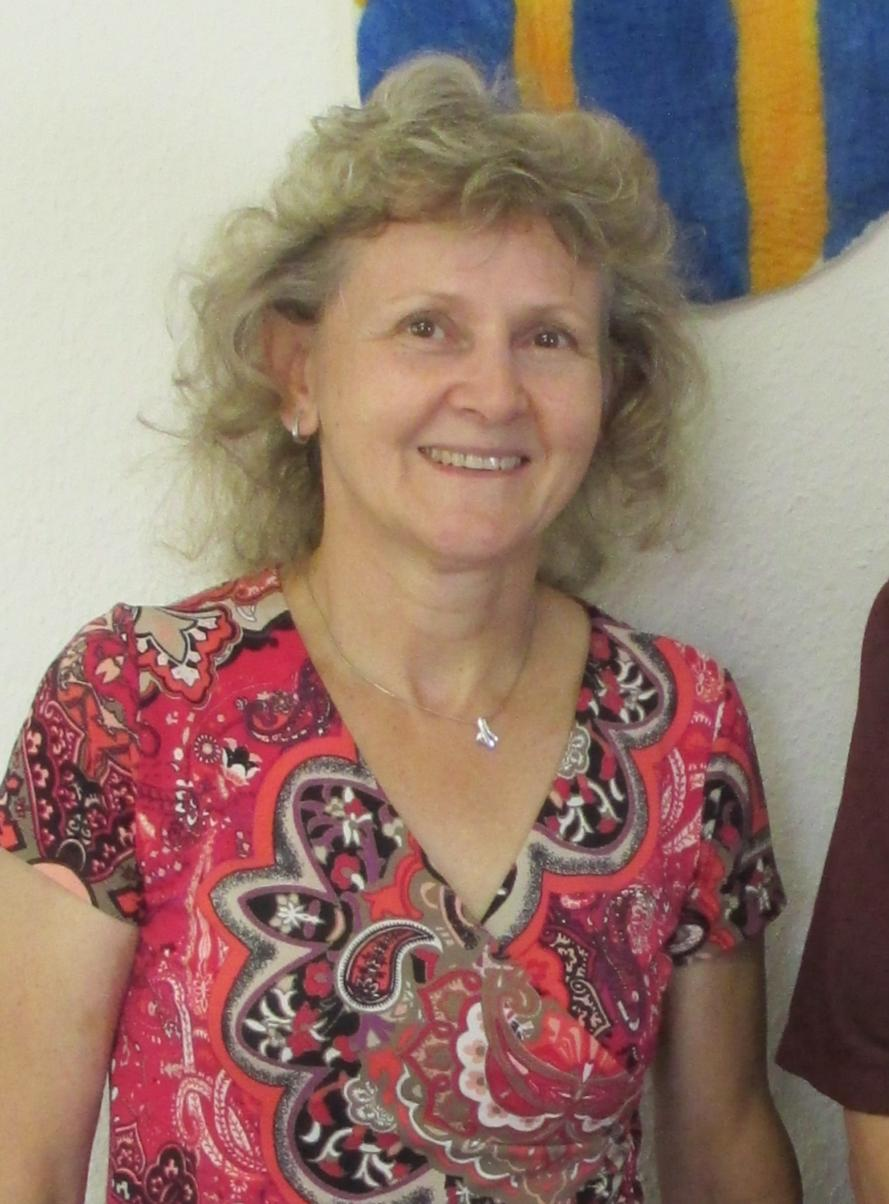
Gisela Pallas (2015), 12 Jahre Bürgermeisterin

- 1840–1862 Frenzel (Gemeindevorsteher)
- 1862–1865 Thunig (Gemeindevorsteher)
- 1865 – ??? Johann Jentsch (Gemeindevorsteher)
- ??? – 1896 Winkler (Gemeindevorsteher)
- 1896–1924 Oskar Rätze
- 1924–1933 Bruno Ledrich
- 01.10.1933–02.09.1945 Johann Conrad Matthiae
- 1945–1961 Xaver Heimerl
- 1961–1971 Hans Stoinski
- 1971 – ??? Fritz Petzold
- ???  – 1990 Peter Schmidt
- 1990–1994 Uta Eckstädt
- 1994–2008 Horst Wittholz
- 2008–2020 Gisela Pallas
- 2020–2025 Jens Glowienka
- ab 2025: Alexander Arndt Pötschke

| Wahl | Bürgermeister            | Vorschlag | Wahlergebnis (in %) |
| ---- | ------------------------ | --------- | ------------------- |
| 2025 | Alexander Arndt Pötschke | Pötschke  | 77,2                |
| 2020 | Jens Glowienka           | CDU       | 53,3                |
| 2015 | Gisela Pallas            | DePoRo    | 92,9                |
| 2008 | Gisela Pallas            | DePoRo    | 60,4                |
| 2001 | Horst Wittholz           | Wittholz  | 72,5                |
| 1994 | Horst Wittholz           | SPD       | 54,4                |

### Gemeinderat

#### Aktuell
- DePoRo: 9
- CDU: 3

Seit den sächsischen Gemeinderatswahlen am 9. Juni 2024 hat der Gemeinderat in Demitz-Thumitz folgende Zusammensetzung:
| Gemeinderat Wahlperiode 2024–2029 |        |       |
| Partei                            | %      | Sitze |
| WV DePoRo                         | 75,8 % | 9     |
| CDU                               | 24,2 % | 3     |
| Wahlbeteiligung: 71,5 %           |        |       |

#### Vorangegangene Wahlen
| Gemeinderat                         |                |                |                |                |                |                |
| Partei                              | 2019–2024      | 2014–2019      | 2009–2014      | 2004–2009      | 1999–2004      | 1994–1999      |
| WV DePoRo Demitz Pohla Rothnaußlitz | 7 Sitze 53,0 % | 7 Sitze 44,1 % | 9 Sitze 52,7 % | 6 Sitze 36,2 % | 6 Sitze 34,1 % | 5 Sitze 31,6 % |
| CDU                                 | 4 Sitze 31,7 % | 5 Sitze 33,2 % | 4 Sitze 27,7 % | 7 Sitze 39,0 % | 6 Sitze 37,5 % | 6 Sitze 35,3 % |
| DIE LINKE                           | 1 Sitz 15,3 %  | 4 Sitze 22,7 % | 3 Sitze 19,6 % | 2 Sitze 13,9 % | 1 Sitz 9,0 %   | 1 Sitz 8,2 %   |
| SPD                                 | –              | –              | –              | 1 Sitz 10,8 %  | 3 Sitze 19,5 % | 4 Sitze 25 %   |
| Wahlbeteiligung                     | 64,0 %         | 53,1 %         | 51,2 %         | 53,2 %         | 67,9 %         | 81,6 %         |

### Gemeindepartnerschaft
Bammental im Rhein-Neckar-Kreis in Baden-Württemberg

### Finanzlage der Gemeinde seit 2010
| Jahr                       | 2014      | 2010      |
| Gesamtverschuldung:        |           | 460.000 € |
| Pro-Kopf-Verschuldung:     |           | 158 €     |
| Grundsteuer:               |           | 380 v. H. |
| Grundsteuer A:             | 300 v. H. |           |
| Grundsteuer B:             | 400 v. H. |           |
| Gewerbesteuer:             | 400 v. H. |           |
| Betriebe/Gewerbetreibende: |           | 161       |

## Wirtschaft und Infrastruktur

Spuren der Steine

Logo in Demitzer Granit

Während alle Orte der Umgebung bis heute überwiegend landwirtschaftlich orientiert sind, entwickelte sich Demitz-Thumitz zu einer Industriegemeinde.
Mit dem Bau des Eisenbahnviaduktes wurden Steinbrüche zum Abbau von Granodiorit, der als Lausitzer Granit gehandelt wird, angelegt. Dieser Granit wird heute in ganz Deutschland und auch ins Ausland verkauft. Seit 1908 gibt es in Demitz-Thumitz eine Steinmetzschule, wo Gesellen und Meister aus allen Bundesländern ausgebildet werden.
2009 gewann Demitz-Thumitz den Wettbewerb „Sachsens Themendörfer“ des Freistaates. Der Ort soll nach dem Motto „Spuren der Steine – Unterwegs im sächsischen Steinreich“ thematisch gestaltet werden. Eine wesentliche Rolle spielt in der Konzeption die Sächsische Steinmetzschule.

### Verkehr

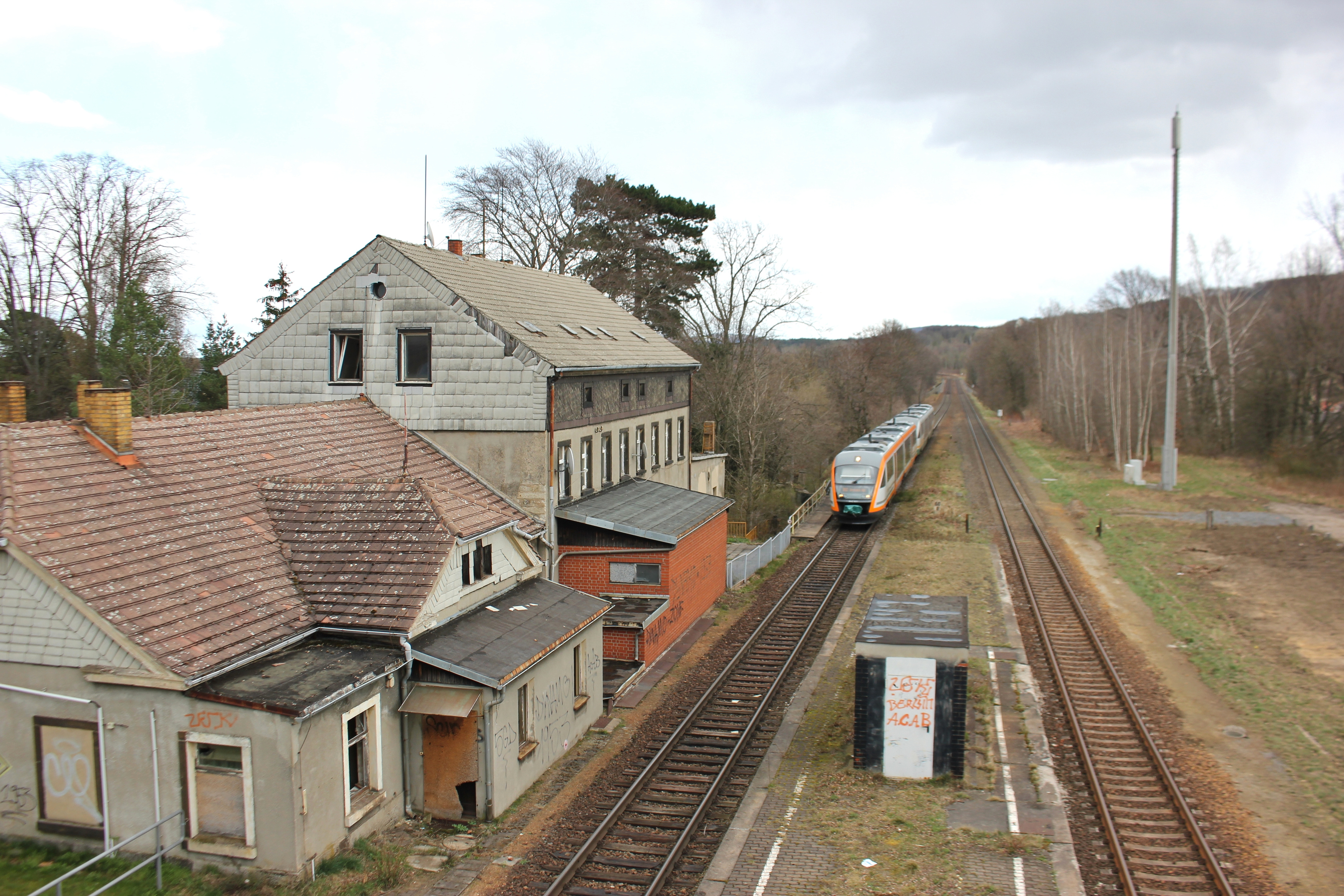
Bahnhof Demitz-Thumitz

Demitz-Thumitz liegt an der Staatsstraße 111 zwischen Bischofswerda und Bautzen sowie in der Nähe der Bundesautobahn 4 von Dresden nach Görlitz. Von der S111 führt die Staatsstraße 155 durch den gesamten Ort bis nach Schmölln-Putzkau. Es verfügt zudem über einen Bahnhof an der Bahnstrecke Dresden–Görlitz, der von Regionalzügen der Länderbahn („Trilex“) und der Ostdeutschen Eisenbahn bedient wird.

### Unternehmen
Im Gemeindegebiet sind zahlreiche mittelständische Unternehmen, Handwerksbetriebe sowie Dienstleistungsunternehmen ansässig. 

### Einrichtungen
- Sächsische Steinmetzschule – Fachoberschule Gestaltung
- Gemeinnütziger Förderverein des Steinmetz- und Bildhauerhandwerks e. V.
- „Grundschule am Klosterberg“ Demitz-Thumitz[18]

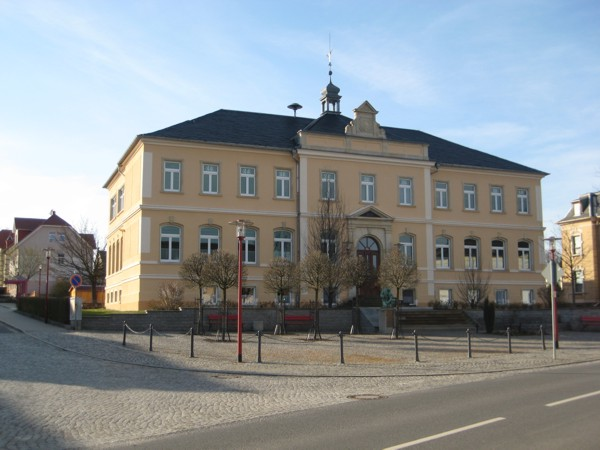
Grundschule Demitz-Thumitz
Logo der „Grundschule am Klosterberg“

- Mittelschule (bis Schuljahr 2006/2007)
- AWO Kindergarten (inkl. Kinderkrippe) „Brückenmännchen“
- Freiwillige Feuerwehr Demitz-Thumitz mit Ortsfeuerwehr Rothnaußlitz und Löschzug Medewitz

### Museum
- Erlebnismuseum „Alte Steinsäge“

### Freizeit- und Sportanlagen
- Sport- und Freizeitzentrum Demitz-Thumitz
- Sporthalle Rothnaußlitz
- Sportplatz Wölkau (Hartplatz) – mit Flutlicht und Zuschauerplätzen
- Sportplatz Pohla (Rasenplatz) – mit Flutlicht und Zuschauerplätzen
- Sportplatz Rothnaußlitz (Rasenplatz)

### Naturschutz
- Siehe auch: Liste der Naturdenkmale in Demitz-Thumitz

### Kultur / Vereine
- Karnevalsklub Demitz-Thumitz (KCD)
- SV Demitz-Thumitz (Fußball, Badminton, Volleyball, Kegeln, Tischtennis)
- TanzSportVerein Demitz e. V.
- OPELCLUB 92 Demitz-Thumitz e. V.
- SV Pohla-Stacha (Fußball)

## Kirchen / Religion

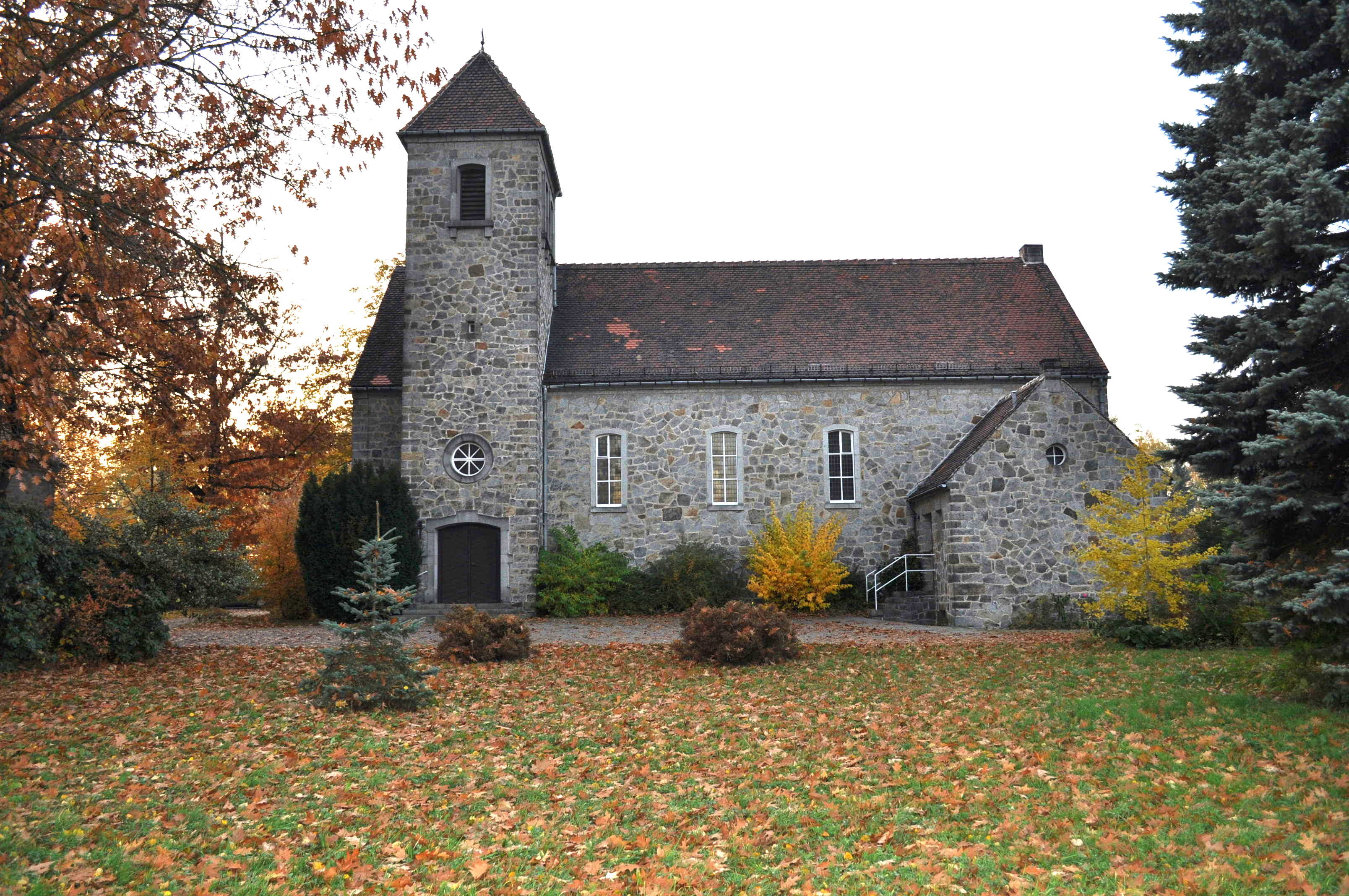
Ehemalige katholische Kirche in Demitz-Thumitz

- Evangelisch-Lutherische Kirche – Schwesterngemeinde Demitz-Thumitz / Uhyst a.T. / Burkau. Die Kirchgemeinde Demitz-Thumitz wurde im Januar 1950 gegründet. Im November 1952 fand die Weihe der neu gebauten Christuskirche statt. Die Kirche zu Pohla ist eine der ältesten der Lausitz. Seit dem 650-jährigen Jubiläum 1984 führt sie den Namen „Maria am Berge“. Die historische Orgel von Christian Gottfried Herbrig und Sohn (1839) wurde 1894 umgebaut und vergrößert, danach auch klanglich verändert. Das Herbrig-Gehäuse und alle Orgelpfeifen von HERBRIG blieben erhalten.[19]
- Römisch-Katholische Kirche Die katholische Kirche von Demitz-Thumitz wurde im Jahr 2011 entweiht. Neue Eigentümer haben sich gefunden, welche die Kirche zu einem Wohnhaus umgebaut haben.[20]

## Bauwerke
- Eisenbahnviadukt

## Persönlichkeiten
- Friedrich Theodor von Criegern (1801–1870), Jurist und Politiker
- Georg Pauli (1867–1949), Lehrer, Autor, Gründer des Lausitzer Radfahrer-Bunds und zahlreicher weiterer Vereine
- Heinrich Richard Eisold (1923–1987), Chemie und Russischlehrer, Ortsbibliotheksgründer, Mitbegründer der CDU-Ortsgruppe 1946 (Enkel von Friedrich Ernst Eisold (1857–1931) Steinbruchbesitzer (u. a. Jungfernstein))
- Siegfried Schlegel (1928–2022), Geografielehrer und Heimatforscher

### Ehrenbürger
- Johann Traugott Mutschink (1821–1904), sorbischer Volksschriftsteller, Lehrer und Heimatforscher, seit 1899 Ehrenbürger von Demitz-Thumitz
- Jörg Nadolny (* 1941), Lehrer und Fremdenführer, seit 2021 Ehrenbürger

### Personen, die in der Gemeinde geboren wurden
- Wilhelmine von Sydow (1789–1867), Autorin
- Michael Ernst Bär (1855–1923), Unternehmer, Mitglied der Zweiten Kammer der Ständeversammlung des Königreichs Sachsen, geboren in Pottschapplitz
- Max Wockatz (1898–1947), Politiker (NSDAP), geboren in Rothnaußlitz
- Nils Krüger (1899–1973), Schriftsteller
- Helmut Kyank (1916–1992), Frauenarzt, Professor für Gynäkologie und Geburtshilfe
- Eberhard Kahle (1936–2014), Gebrauchsgrafiker, Buchgestalter und Typograf